# Éric Fassin
Pour les articles homonymes, voir Fassin.
Éric Fassin, né le 5 juillet 1959,, est un sociologue français et américaniste,, professeur au département de science politique de l'Université Paris-VIII-Vincennes-Saint-Denis,,, spécialiste des études de genre et de la politisation des questions sexuelles et raciales,.
Il a été enseignant-chercheur au Laboratoire d'études de genre et de sexualité du CNRS (Centre national de la recherche scientifique),.

## Biographie
Ancien élève de l’École normale supérieure, où il est entré en 1979, Éric Fassin est agrégé d'anglais. En 1995, il participe au stage Young Leaders organisé par la French-American Foundation[source insuffisante].
Bien que sans doctorat, il est chercheur associé à l’Institut de recherche interdisciplinaire sur les enjeux sociaux (sciences sociales, politique, santé), unité mixte de recherche associant le CNRS, l’Inserm, l’EHESS et l’Université Sorbonne-Paris-Nord,. Il travaille sur la politisation des questions sexuelles et raciales, en France et aux États-Unis.
Il publie également de nombreuses tribunes, souvent polémiques, dans Le Monde ou Libération.
Chargé de cours à l'Institut d'études du genre de l'université de Genève, il a préfacé l'édition française de l'ouvrage de Judith Butler, Trouble dans le genre.
En 2008, il obtient son habilitation à diriger des recherches (HDR).

### Famille
Il est le frère de Didier Fassin, anthropologue, sociologue et médecin.

## Travail de chercheur
Éric Fassin s'intéresse aux rapports de domination de classe, de race et de genre, dans une approche en termes d'agentivité.
Décrit comme l'un des « principaux observateurs des débats français » autour des questions de sexualité et notamment d'homosexualité selon Sciences Humaines, Éric Fassin s'est intéressé à l'homophobie et aux discours médiatiques sur l'homosexualité dans l'ouvrage L’Inversion de la question homosexuelle.

En tant que sociologue, il regrette que l'usage du concept de racisme d'État soit perçu en France comme étant de la « diffamation » contre l'État et qu'il tende à être tabou : 

« Interdire à des gens d'utiliser le vocabulaire qui leur permet de rendre compte d'une expérience manifestement discriminatoire qui implique l’Etat, et pour lequel l’Etat a d'ailleurs été condamné par la justice, ça me parait un abus de pouvoir extrêmement dangereux. »

Selon les journalistes à La Croix Pascal Charrier et Bernard Gorce, Éric Fassin, aux côtés de Geoffroy de Lagasnerie, de l’écrivain Édouard Louis et de Maboula Soumahoro, forme un groupe d'intellectuels d’extrême gauche. La chercheuse Myriam Cottias argue qu'il s'agit d'une idéologie qui «mérite une discussion critique», et qu'il est inexact de parler d'influence américaine, plutôt de «circulation des idées, dans les deux sens». Pour Bruno Rieth , Kévin Boucaud-Victoire et Paul Conge de Marianne, Éric Fassin avec Didier Eribon seraient à l’orgine à la fin des années 90 « des tentatives de dévoiement militant de l’enseignement et de la recherche au profit d’un dogmatisme mettant à mal une certaine liberté académique. »

## Prises de position
Eric Fassin se revendique de la gauche. Dans son essai, Populisme : le grand ressentiment (2017), il s'oppose au projet politique de Chantal Mouffe visant à élaborer un « populisme de gauche » estimant que celui-ci tend « à effacer les vrais enjeux de lutte de classes » et fait obstacle à la possibilité de penser un « nouveau projet de gauche »
Il milite en faveur de l'intersectionnalité.
En 2017, il signe une tribune, « Contre la pénalisation du harcèlement de rue », afin de ne pas faire de la rue la cible renouvelée des politiques publiques, visant les populations qui l’occupent, lesquelles appartiennent souvent aux fractions paupérisées et dites « racisées »,,.

## Ouvrages
- Daniel Borrillo, Éric Fassin et Marcela Iacub (dir.), Au-delà du PACS : L’expertise familiale à l’épreuve de l’homosexualité, Paris, PUF, coll. « Politique d’aujourd’hui », 2001, 2e éd. (1re éd. 1999) (ISBN 978-2-13-051990-4)
- Liberté, égalité, sexualités : actualité politique des questions sexuelles, avec Clarisse Fabre, Paris, Belfond/Le Monde, 2003 ; réédition augmentée, coll. « 10/18 », octobre 2004
- L’Inversion de la question homosexuelle, Paris, Amsterdam, 2005
- De la question sociale à la question raciale ? Représenter la société française, avec et sous la direction de Didier Fassin, Paris, La Découverte, 2006
- Discriminations : pratiques, savoirs, politiques, direction avec Jean-Louis Halpérin, Paris, La Documentation Française, 2008
- Le Sexe politique. Genre et sexualité au miroir transatlantique, Paris, éd. EHESS, 2009
- Reproduire le genre, Paris, éd. BPI, 2010
- Homme, femme, quelle différence ? La théorie du genre en débat, avec Véronique Margron, coll. « Controverses », éditions Salvator, 2011  (ISBN 978-2-70670850-3)
- Démocratie précaire. Chroniques de la déraison d'État, Éditions La Découverte, coll. « Cahiers Libres », 2012
- Roms & riverains. Une politique municipale de la race, avec Carine Fouteau, Serge Guichard et Aurélie Windels, La Fabrique Éditions, 2014
- Gauche, l'avenir d'une désillusion, Textuel, 2014
- Raewyn W. Connell, Masculinités. Enjeux sociaux de l'hégémonie, Meoïn Hagège et Arthur Vuattoux (éd.), postface d'Éric Fassin, Paris, Éditions Amsterdam, 2014
- Populisme : le grand ressentiment, Paris/61-Lonrai, Textuel, 2017, 96 p. (ISBN 978-2-84597-578-1)
- Misère de l'anti-intellectualisme : Du procès en wokisme à celui en antisémitisme, Paris, Textuel, 2024, 224 p. (ISBN 978-2386290381)

### Préface
- Judith Butler, Trouble dans le genre, La Découverte, 2006

## Filmographie
- 2007 : Réfutations, à l'occasion de la présidentielle 2007 de Thomas Lacoste
- 2010 : Ulysse clandestin ou les dérives identitaires de Thomas Lacoste
- 2013 : Notre monde de Thomas Lacoste